# Eccellenza Lazio 2009-2010
Il campionato italiano di calcio di Eccellenza regionale 2009-2010 è stato il diciannovesimo organizzato in Italia. Rappresenta il sesto livello del calcio italiano. Il campionato si è concluso con la vittoria del Fidene per il girone A e dello Zagarolo per il girone B, entrambi al loro primo titolo.
Tutte le squadre iscritte al campionato di Eccellenza hanno diritto a partecipare alla Coppa Italia Dilettanti Lazio.

## Stagione

### Aggiornamenti
Il Comitato Regionale Lazio ha compilato l'elenco delle squadre aventi diritto all'Eccellenza 2009-10 effettuando le seguenti variazioni:
dopo aver inizialmente escluso il Formia lo ha successivamente reinserito in Eccellenza al posto del Comprensorio Lepino Priverno che ha rinunciato a questo campionato per iscriversi in Promozione e ha inserito nei nuovi quadri stagionali le seguenti società:
- A.S.D. Monterosi (prima classificata dopo i play-off fra le seconde classificate della Promozione);
- Pol. Tor Lupara (seconda classificata dopo i play-off fra le seconde classificate della Promozione);
- A.S.D. Villanova[1][2] (miglior classificata delle squadre d'Eccellenza perdenti i play-out);
- A.S.D. Stella Polare (terza classificata dopo i play-off fra le seconde classificate della Promozione);
- Pol. Torrenova (seconda classificata delle squadre d'Eccellenza perdenti i play-out);
- A.S.D. Diana Nemi (perdente la gara di finale per l'assegnazione della Coppa Italia Dilettanti – fase Promozione).

Cambi di denominazione e sede
- L'A.C.D. Aprilia è diventato S.S.D. Vigor Cisterna di Cisterna di Latina.
- L'A.S.D.Pol. Castel Leva Divino Amore di Roma è diventato A.S.D. Sporting Real Pomezia D.A. di Pomezia.
- Il Pisoniano è diventata Vis Empolitana, trasferendo la società a Tivoli.

Fusioni
- Il Ceccano acquista il titolo sportivo del Ferentino, neo-retrocesso dalla Serie D.[2]
- Il Mentana Jenne si fonde con il Villanova Calcio.[2]
- Il Marta si fonde con il Virtus Bagnoregio e si iscrive al campionato come Virtus Bagnoregio.[2]
- Il Mentana Jenne si fonde con il Villanova Calcio.[2]

Di seguito la composizione dei gironi fornita dal Comitato Regionale Lazio..

## Girone A

### Squadre partecipanti
| Club                              | Città (provincia)               | Stagione precedente                              |
| --------------------------------- | ------------------------------- | ------------------------------------------------ |
| S.S.D. Albalonga                  | Albano Laziale (RM)             | 8º posto in Eccellenza Lazio, Girone B           |
| A.S.D. Anziolavinio               | Anzio (RM)                      | 4º posto in Eccellenza Lazio, Girone A           |
| Pol.D. Cecchina Al.Pa.            | Cecchina di Albano Laziale (RM) | 7º posto in Eccellenza Lazio, Girone A           |
| A.S.D. Civitavecchia 1920         | Civitavecchia (RM)              | 17º posto in Serie D, Girone C, retrocesso       |
| A.S.D. Diana Nemi                 | Nemi (RM)                       | 3º posto in Promozione Lazio, Girone C, ammesso  |
| G.S. Fidene                       | Roma-Settebagni (RM)            | 3º posto in Eccellenza Lazio, Girone A           |
| Fiumicino Calcio                  | Fiumicino (RM)                  | 12º posto in Eccellenza Lazio, Girone A          |
| Pol.D. Fregene                    | Fregene (RM)                    | 1º posto in Promozione Lazio, Girone A, promosso |
| A.S. Giada Maccarese              | Maccarese (RM)                  | 14º posto in Eccellenza Lazio, Girone A          |
| A.S.D. Monterosi                  | Monterosi (VT)                  | 2º posto in Promozione Lazio, Girone A, ammesso  |
| A.S. Ostia Mare Lidocalcio        | Ostia (RM)                      | 9º posto in Eccellenza Lazio, Girone A           |
| A.S. Pescatori Ostia              | Ostia (RM)                      | 8º posto in Eccellenza Lazio, Girone A           |
| A.S.D. Sporting Real Pomezia D.A. | Pomezia (RM)                    | -                                                |
| A.S.D. Stella Polare              | Pomezia (RM)                    | 2º posto in Promozione Lazio, Girone C, ammessa  |
| A.S.D. Tanas Casalotti            | Roma-Primavalle (RM)            | 11º posto in Eccellenza Lazio, Girone A          |
| S.S.D. Vigor Cisterna             | Cisterna di Latina (LT)         | -                                                |
| U.S.D. Virtus Bagnoregio          | Bagnoregio (VT)                 | -                                                |
| A.S.D. VJS Velletri               | Velletri (RM)                   | 16º posto in Eccellenza Lazio, Girone B          |

### Classifica finale
Fonte:
|  | Pos. | Squadra           | Pt | G  | V  | N  | P  | GF | GS  | DR  |
|  | ---- | ----------------- | -- | -- | -- | -- | -- | -- | --- | --- |
|  | 1.   | Fidene            | 70 | 34 | 21 | 7  | 6  | 69 | 28  | +41 |
|  | 2.   | Anziolavinio      | 70 | 34 | 21 | 7  | 6  | 70 | 37  | +33 |
|  | 3.   | Albalonga         | 64 | 34 | 19 | 7  | 8  | 72 | 41  | +31 |
|  | 4.   | Diana Nemi        | 56 | 34 | 15 | 11 | 8  | 47 | 36  | +11 |
|  | 5.   | Fregene           | 56 | 34 | 15 | 11 | 8  | 61 | 49  | +12 |
|  | 6.   | Real Pomezia      | 53 | 34 | 14 | 11 | 9  | 63 | 42  | +21 |
|  | 7.   | Pescatori Ostia   | 52 | 34 | 14 | 10 | 10 | 45 | 42  | +3  |
|  | 8.   | Ostia Mare        | 51 | 34 | 13 | 12 | 9  | 52 | 40  | +12 |
|  | 9.   | Vigor Cisterna    | 49 | 34 | 14 | 7  | 13 | 53 | 47  | +6  |
|  | 10.  | Civitavecchia     | 46 | 34 | 11 | 13 | 10 | 37 | 32  | +5  |
|  | 11.  | Cecchina          | 45 | 34 | 11 | 12 | 11 | 39 | 35  | +4  |
|  | 12.  | Giada Maccarese   | 45 | 34 | 11 | 12 | 11 | 55 | 51  | +4  |
|  | 13.  | Fiumicino         | 44 | 34 | 13 | 5  | 16 | 41 | 56  | -15 |
|  | 14.  | Stella Polare     | 42 | 34 | 9  | 15 | 10 | 49 | 46  | +3  |
|  | 15.  | Monterosi         | 36 | 34 | 9  | 9  | 16 | 32 | 52  | -20 |
|  | 16.  | Virtus Bagnoregio | 24 | 34 | 5  | 9  | 20 | 39 | 68  | -29 |
|  | 17.  | VJS Velletri      | 20 | 34 | 3  | 11 | 20 | 23 | 50  | -27 |
|  | 18.  | Tanas Casalotti   | 9  | 34 | 2  | 3  | 29 | 17 | 112 | -95 |

Legenda:
      Promossa in Serie D 2010-2011.
      Ammessa ai Play-off nazionali.
 Ai play-out.
      Retrocesse in Promozione Lazio 2010-2011.
Note:
Tre punti a vittoria, uno a pareggio, zero a sconfitta.
L'Anziolavinio promosso in Serie D 2010-2011 per aver vinto i play-off nazionali
Il Monterosi è stato poi ripescato in Eccellenza Lazio 2010-2011.

### Risultati

#### Tabellone
|                   | Alb  | Anz  | Fid  | Cec  | Civ  | Dia  | Fiu  | Fre  | Mac  | Mon  | Ost  | Pes  | VCi  | RPo  | Ste  | Tan  | VVe  | VBa  |
| ----------------- | ---- | ---- | ---- | ---- | ---- | ---- | ---- | ---- | ---- | ---- | ---- | ---- | ---- | ---- | ---- | ---- | ---- | ---- |
| Albalonga         | –––– | 2-2  | 2-1  | 1-2  | 2-1  | 2-2  | 1-2  | 1-2  | 2-2  | 2-1  | 2-2  | 3-0  | 3-1  | 0-2  | 1-0  | 8-0  | 2-1  | 6-1  |
| Anziolavinio      | 3-1  | –––– | 2-1  | 1-0  | 2-2  | 3-1  | 2-1  | 5-2  | 1-1  | 4-0  | 2-1  | 1-0  | 3-1  | 2-4  | 3-2  | 9-0  | 2-0  | 3-2  |
| Fidene            | 3-2  | 3-0  | –––– | 2-1  | 1-0  | 0-2  | 7-1  | 1-3  | 5-1  | 5-0  | 3-1  | 2-0  | 4-0  | 1-1  | 4-2  | 4-0  | 2-0  | 0-0  |
| Cecchina          | 0-2  | 0-0  | 1-1  | –––– | 2-0  | 1-0  | 1-0  | 1-2  | 0-0  | 0-0  | 1-2  | 1-3  | 0-2  | 1-1  | 0-0  | 4-0  | 0-0  | 3-1  |
| Civitavecchia     | 0-0  | 1-1  | 0-0  | 0-0  | –––– | 1-3  | 3-1  | 1-0  | 1-1  | 1-0  | 0-2  | 0-1  | 3-1  | 0-1  | 2-1  | 4-1  | 1-1  | 1-0  |
| Diana Nemi        | 1-0  | 2-1  | 1-1  | 1-0  | 1-1  | –––– | 1-2  | 3-2  | 2-2  | 1-1  | 0-2  | 1-3  | 3-1  | 0-1  | 2-0  | 2-0  | 3-2  | 2-2  |
| Fiumicino         | 1-5  | 0-0  | 1-0  | 3-5  | 1-3  | 0-2  | –––– | 1-2  | 1-0  | 2-0  | 2-1  | 3-1  | 3-1  | 1-1  | 0-1  | 1-0  | 2-0  | 1-0  |
| Fregene           | 1-2  | 1-2  | 1-1  | 0-2  | 0-0  | 2-2  | 3-1  | –––– | 1-0  | 1-1  | 0-0  | 5-4  | 2-1  | 2-2  | 0-0  | 5-1  | 0-1  | 4-1  |
| Maccarese         | 1-4  | 1-0  | 0-1  | 0-0  | 1-0  | 1-1  | 5-3  | 2-2  | –––– | 3-0  | 2-2  | 1-2  | 4-1  | 1-0  | 4-2  | 0-1  | 2-2  | 4-0  |
| Monterosi         | 1-0  | 2-1  | 1-2  | 2-1  | 1-2  | 0-0  | 1-1  | 0-1  | 1-2  | –––– | 2-1  | 3-2  | 0-3  | 1-1  | 0-2  | 4-0  | 1-0  | 0-1  |
| Ostia Mare        | 1-1  | 0-1  | 0-1  | 0-0  | 1-0  | 3-5  | 2-0  | 1-1  | 3-1  | 2-1  | –––– | 1-2  | 2-2  | 3-4  | 1-1  | 2-1  | 5-1  | 2-0  |
| Pescatori Ostia   | 0-0  | 0-1  | 0-3  | 1-3  | 0-0  | 1-0  | 2-1  | 3-3  | 3-1  | 1-1  | 0-0  | –––– | 1-0  | 1-1  | 0-0  | 1-0  | 0-2  | 2-1  |
| Vigor Cisterna    | 0-1  | 2-0  | 3-2  | 1-0  | 3-0  | 0-0  | 2-2  | 3-2  | 1-1  | 0-0  | 1-1  | 1-4  | –––– | 0-1  | 2-0  | 6-0  | 2-1  | 2-1  |
| Real Pomezia      | 1-2  | 2-3  | 1-2  | 5-1  | 0-1  | 0-1  | 2-0  | 1-1  | 4-1  | 4-0  | 1-2  | 1-1  | 2-1  | –––– | 0-2  | 6-2  | 1-1  | 2-1  |
| Stella Polare     | 1-2  | 2-2  | 1-1  | 3-3  | 2-2  | 1-0  | 2-1  | 2-3  | 3-2  | 2-0  | 1-1  | 1-1  | 0-1  | 1-1  | –––– | 5-0  | 3-3  | 1-1  |
| Tanas Casalotti   | 1-4  | 1-2  | 0-1  | 0-0  | 0-4  | 0-1  | 0-1  | 1-2  | 0-3  | 2-2  | 0-4  | 0-2  | 1-7  | 1-6  | 0-2  | –––– | 1-0  | 1-5  |
| VJS Velletri      | 0-1  | 0-1  | 0-2  | 0-2  | 0-0  | 0-0  | 0-0  | 1-2  | 1-2  | 0-3  | 0-2  | 0-2  | 0-1  | 1-1  | 1-1  | 2-2  | –––– | 2-0  |
| Virtus Bagnoregio | 4-5  | 0-5  | 0-2  | 1-2  | 2-2  | 0-1  | 0-1  | 1-3  | 2-2  | 2-3  | 1-1  | 1-1  | 0-0  | 3-2  | 2-2  | 2-1  | 1-0  | –––– |

### Spareggi

#### Spareggio per la Serie D
|        | Risultati     |              | Luogo e data           |
| ------ | ------------- | ------------ | ---------------------- |
| Fidene | 0-0 (4-3 dtr) | Anziolavinio | Anagni, 26 maggio 2010 |
|        |               |              |                        |

#### Play-out
|               | Risultati |               | Luogo e data              |
| ------------- | --------- | ------------- | ------------------------- |
| Monterosi     | 0-1       | Stella Polare | Monterosi, 23 maggio 2010 |
| Stella Polare | 2-0       | Monterosi     | Pomezia, 30 maggio 2010   |
|               |           |               |                           |

## Girone B

### Squadre partecipanti
| Club                       | Città (provincia)                    | Stagione precedente                                |
| -------------------------- | ------------------------------------ | -------------------------------------------------- |
| Asd.Us Cavese 1919         | Cave (RM)                            | 1º posto in Promozione Lazio, Girone C, promosso   |
| A.S.D. Ceccano             | Ceccano (FR)                         | 1º posto in Prima Categoria, Girone H              |
| Pol. Ciampino              | Ciampino (RM)                        | 10º posto in Eccellenza Lazio, Girone B            |
| S.S.D. Colleferro Calcio   | Colleferro (RM)                      | 14º posto in Eccellenza Lazio, Girone B            |
| S.S. Formia Calcio         | Formia (LT)                          | 4º posto in Eccellenza Lazio, Girone B             |
| A.S.D. La Lucca            | Monte San Giovanni Campano (FR)      | 1º posto in Promozione Lazio, Girone D, promosso   |
| A.S.D. Lupa Frascati       | Frascati (RM)                        | 14º posto in Serie D, Girone G, retrocesso         |
| G.S.D. Nuova Tor Tre Teste | Roma-Tor Tre Teste                   | 5º posto in Eccellenza Lazio, Girone A             |
| U.S. Palestrina A.S.D.     | Palestrina (RM)                      | 9º posto in Eccellenza Lazio, Girone B             |
| Pol. Roviano Team Service  | Riofreddo (RM)                       | 1º posto in Promozione Lazio, Girone B, promosso   |
| A.S.D. Sora Calcio 1907    | Sora (FR)                            | 5º posto in Eccellenza Lazio, Girone B             |
| A.S. Terracina 1925        | Terracina (LT)                       | 6º posto in Eccellenza Lazio, Girone B             |
| Pol. Tor Lupara            | Fonte Nuova (RM)                     | 2º posto in Promozione Lazio, Girone B, ammessa    |
| Pol. Torrenova A.S.D.      | Torrenova (RM)                       | 15º posto in Eccellenza Lazio, Girone B, ripescata |
| A.S.D. Villanova Calcio    | Villanova (Guidonia Montecelio) (RM) | -                                                  |
| A.S.D. Vis Artena          | Artena (RM)                          | 7º posto in Eccellenza Lazio, Girone B             |
| A.S.D.FC Vis Empolitana    | Tivoli (RM)                          | 3º posto in Eccellenza Lazio, Girone B             |
| U.S.D. Zagarolo            | Zagarolo (RM)                        | 12º posto in Eccellenza Lazio, Girone B            |

### Classifica finale
Fonte:
|  | Pos. | Squadra              | Pt | G  | V  | N  | P  | GF | GS | DR  |
|  | ---- | -------------------- | -- | -- | -- | -- | -- | -- | -- | --- |
|  | 1.   | Zagarolo             | 72 | 34 | 21 | 9  | 4  | 60 | 32 | +28 |
|  | 2.   | Cavese               | 68 | 34 | 20 | 8  | 6  | 67 | 39 | +28 |
|  | 3.   | LVPA Frascati        | 61 | 34 | 16 | 13 | 5  | 58 | 29 | +29 |
|  | 4.   | Palestrina           | 55 | 34 | 15 | 10 | 9  | 49 | 39 | +10 |
|  | 5.   | Formia               | 52 | 34 | 14 | 10 | 10 | 48 | 43 | +5  |
|  | 6.   | Vis Empolitana       | 50 | 34 | 12 | 14 | 8  | 55 | 39 | +16 |
|  | 7.   | Vis Artena           | 50 | 34 | 14 | 8  | 12 | 58 | 53 | +5  |
|  | 8.   | Ceccano              | 48 | 34 | 12 | 12 | 10 | 41 | 50 | -9  |
|  | 9.   | Sora                 | 45 | 34 | 12 | 9  | 13 | 52 | 53 | -1  |
|  | 10.  | Nuova Tor Tre Teste  | 45 | 34 | 11 | 12 | 11 | 41 | 46 | -5  |
|  | 11.  | Tor Lupara           | 42 | 34 | 11 | 9  | 14 | 53 | 55 | -2  |
|  | 12.  | Roviano Team Service | 42 | 34 | 10 | 12 | 12 | 42 | 51 | -9  |
|  | 13.  | La Lucca             | 39 | 34 | 8  | 15 | 11 | 37 | 40 | -3  |
|  | 14.  | Terracina            | 38 | 34 | 9  | 11 | 14 | 39 | 42 | -3  |
|  | 15.  | Torrenova            | 35 | 34 | 9  | 8  | 17 | 46 | 61 | -15 |
|  | 16.  | Colleferro           | 34 | 34 | 8  | 10 | 16 | 39 | 55 | -16 |
|  | 17.  | Villanova            | 30 | 34 | 6  | 12 | 16 | 27 | 42 | -15 |
|  | 18.  | Ciampino             | 17 | 34 | 3  | 8  | 23 | 28 | 71 | -43 |

Legenda:
      Promossa in Serie D 2010-2011.
      Ammessa ai Play-off nazionali.
 Ai play-out.
      Retrocesse in Promozione Lazio 2010-2011.
Note:
Tre punti a vittoria, uno a pareggio, zero a sconfitta.
Torrenova poi ripescato in Eccellenza Lazio 2010-2011.

### Risultati

#### Tabellone
|                     | Cav  | Cec  | Cia  | Col  | For  | LaL  | Lup  | NTT  | Pal  | Rov  | Sor  | Ter  | TLu  | Tor  | Vil  | VAr  | VEm  | Zag  |
| ------------------- | ---- | ---- | ---- | ---- | ---- | ---- | ---- | ---- | ---- | ---- | ---- | ---- | ---- | ---- | ---- | ---- | ---- | ---- |
| Cavese              | –––– | 4-1  | 3-0  | 1-0  | 1-0  | 2-0  | 3-0  | 1-1  | 3-3  | 4-1  | 4-1  | 2-0  | 3-1  | 3-1  | 2-2  | 2-1  | 2-0  | 0-0  |
| Ceccano             | 1-0  | –––– | 3-1  | 0-0  | 1-0  | 2-0  | 0-1  | 1-4  | 0-1  | 1-0  | 2-1  | 2-2  | 1-1  | 2-0  | 0-0  | 1-2  | 1-6  | 1-1  |
| Ciampino            | 2-3  | 1-2  | –––– | 1-0  | 2-2  | 0-1  | 0-2  | 0-1  | 0-2  | 2-2  | 0-3  | 2-1  | 0-3  | 0-2  | 1-2  | 1-2  | 1-0  | 1-1  |
| Colleferro          | 1-3  | 0-2  | 4-0  | –––– | 4-1  | 1-1  | 1-3  | 3-0  | 2-2  | 1-1  | 1-2  | 1-0  | 2-1  | 1-0  | 1-1  | 1-1  | 1-2  | 1-1  |
| Formia              | 0-1  | 3-1  | 3-0  | 3-3  | –––– | 3-1  | 3-0  | 2-1  | 1-1  | 1-0  | 1-1  | 2-2  | 1-0  | 2-1  | 1-1  | 1-0  | 0-0  | 0-1  |
| La Lucca            | 1-1  | 2-2  | 1-0  | 2-2  | 0-1  | –––– | 0-0  | 1-1  | 1-0  | 3-0  | 4-2  | 2-0  | 2-1  | 3-0  | 0-0  | 2-3  | 0-0  | 1-1  |
| Lupa Frascati       | 0-1  | 2-0  | 5-1  | 3-1  | 1-2  | 1-1  | –––– | 0-0  | 1-1  | 4-0  | 4-2  | 4-1  | 2-0  | 6-2  | 1-1  | 3-1  | 1-1  | 3-1  |
| Nuova Tor Tre Teste | 5-1  | 1-4  | 2-2  | 0-1  | 3-4  | 1-1  | 1-1  | –––– | 2-0  | 1-3  | 1-0  | 2-1  | 0-0  | 1-1  | 1-0  | 4-2  | 1-1  | 1-0  |
| Palestrina          | 2-2  | 0-0  | 1-1  | 3-0  | 2-1  | 0-0  | 2-1  | 3-0  | –––– | 2-1  | 3-1  | 0-0  | 2-1  | 2-1  | 3-1  | 2-0  | 2-1  | 0-1  |
| Roviano             | 1-1  | 1-2  | 1-1  | 4-1  | 1-1  | 0-0  | 1-1  | 1-1  | 0-1  | –––– | 1-0  | 2-1  | 3-2  | 1-1  | 2-1  | 1-0  | 2-1  | 0-0  |
| Sora                | 5-3  | 0-0  | 4-1  | 3-0  | 2-1  | 1-0  | 0-4  | 1-1  | 2-1  | 0-1  | –––– | 1-1  | 2-2  | 1-0  | 0-0  | 4-1  | 1-1  | 0-2  |
| Terracina           | 4-1  | 0-1  | 1-0  | 4-1  | 1-1  | 0-0  | 0-0  | 1-0  | 3-0  | 3-0  | 1-0  | –––– | 0-0  | 2-2  | 1-0  | 0-1  | 0-0  | 0-1  |
| Tor Lupara          | 2-1  | 3-3  | 3-0  | 0-0  | 4-2  | 2-1  | 1-1  | 0-2  | 1-1  | 3-1  | 1-2  | 3-2  | –––– | 2-0  | 2-1  | 1-4  | 2-7  | 2-3  |
| Torrenova           | 0-2  | 4-1  | 3-1  | 2-0  | 0-1  | 3-2  | 1-1  | 4-0  | 2-1  | 2-0  | 2-2  | 1-1  | 0-2  | –––– | 2-1  | 0-5  | 1-1  | 3-3  |
| Villanova           | 0-2  | 1-1  | 2-1  | 1-2  | 2-1  | 2-0  | 0-0  | 0-0  | 1-2  | 0-2  | 1-0  | 1-2  | 2-2  | 2-1  | –––– | 1-1  | 0-1  | 0-2  |
| Vis Artena          | 0-3  | 0-0  | 2-2  | 3-1  | 1-2  | 2-2  | 0-0  | 1-2  | 3-2  | 5-4  | 1-3  | 4-2  | 2-1  | 4-1  | 2-0  | –––– | 0-0  | 2-3  |
| Vis Empolitana      | 1-1  | 1-1  | 3-2  | 2-0  | 1-1  | 4-1  | 1-2  | 2-0  | 4-2  | 2-2  | 3-3  | 3-1  | 0-3  | 2-1  | 2-0  | 1-1  | –––– | 2-3  |
| Zagarolo            | 2-1  | 7-1  | 1-1  | 2-1  | 3-0  | 2-1  | 0-1  | 3-0  | 1-0  | 2-2  | 4-2  | 2-1  | 2-1  | 3-2  | 1-0  | 0-1  | 1-0  | –––– |

### Spareggi

#### Play-out
|            | Risultati |            | Luogo e data               |
| ---------- | --------- | ---------- | -------------------------- |
| Colleferro | 1-3       | La Lucca   | Colleferro, 23 maggio 2010 |
| La Lucca   | 2-2       | Colleferro | Pomezia, 30 maggio 2010    |
|            |           |            |                            |

|           | Risultati |           | Luogo e data              |
| --------- | --------- | --------- | ------------------------- |
| Torrenova | 0-0       | Terracina | Nemi, 23 maggio 2010      |
| Terracina | 1-0       | Torrenova | Terracina, 30 maggio 2010 |
|           |           |           |                           |